# 박정윤 (1991년)
박정윤(1991년 2월 21일 ~ )은 대한민국의 배우이다.

## 연기 활동

### 드라마
- 2014년 KBS2 일일드라마 《천상여자》 ... 최비서 역
- 2015년~2016년 72초 드라마 《바나나 액츄얼리》 ... 하나 역 (http://tvcast.naver.com/v/661084)
- 2016년 MBC 수목드라마 《굿바이 미스터 블랙》 ... 세양 역
- 2016년 tvN 불금불토스페셜 《안투라지》
- 2018년 웹드라마 《청춘, 귤빛으로 물들다》

### 영화
- 2009년 《여고괴담 5: 동반자살》 ... 박정윤 역
- 2009년 《펜트하우스 코끼리》 ... 대구 여고생 역
- 2010년 《몰디브 환상특급》
- 2010년 《팀워크》
- 2014년 《원 컷 - 어느 친절한 살인자의 기록》 ... 고윤진 역
- 2014년 《레볼루션》
- 2015년 《순수의 시대》 ... 취향루 기녀 역
- 2015년 《나인틴 쉿 상상금지》
- 2016년 《수상한 언니들》 ... 김연주 역

### 방송
- 2015년 《즐기세헬로TV》 ... 점스틸러 게스트

### 뮤직비디오
- 2014년 : 터치 - キミに～Maybe I fall in love～ (https://www.youtube.com/watch?v=pytMSObf5R0)
- 2015년 : 로꼬 - RESPECT (http://tvcast.naver.com/v/478038%5B깨진+링크(과거+내용+찾기)%5D)

## 경력
- 2005년 : 잡지 신디더퍼키 표지모델